# Irán en los Juegos Olímpicos de Tokio 1964
Irán estuvo representado en los Juegos Olímpicos de Tokio 1964 por un total de 62 deportistas, 58 hombres y 4 mujeres, que compitieron en 11 deportes.

## Medallistas
El equipo olímpico iraní obtuvo las siguientes medallas:
| Nombre                 | Deporte     | Competición |
| ---------------------- | ----------- | ----------- |
| Oro                    |             |             |
| —                      |             |             |
| Plata                  |             |             |
| —                      |             |             |
| Bronce                 |             |             |
| Ali Akbar Haidari      | Lucha libre | 52 kg M     |
| Mohamad Ali Sanatkaran | Lucha libre | 78 kg M     |